# 코리아외국인학교
코리아외국인학교(Korea Foreign School)는 서울특별시 서초구 양재동에 있는 외국인학교이다. 현재 1학년부터 12학년까지의 과정이 편성되어 있다.

## 연혁
- 2007년 : 레인보우외국인학교로 개교
- 2017년 : 코리아외국인학교로 변경

## 커리큘럼
코리아 외국인 학교, KFS는 현재 IB 초등 교육 프로그램, IB Primary Years Programme (PYP)와 IB 중등 교육 프로그램, IB Middle Years Programme (MYP)의 후보생 학교이다. IB 커리큘럼 틀을 사용함으로써, KFS는 1학년부터 10학년까지의 학생들에게 글로벌교육을 제공하고있다.  
IB (International Baccalaureate)란, 세계적으로 통일된 커리큘럼을 제공하는 국제공인 교육과정이다.  
6학년부터 10학년까지 교육과정을 다루는 IB 중등 교육 프로그램에는 8가지의 과목이 있다: 
- Language and Literature (독자와 필자 워크샵을 모델로 한 언어와 문학)
- Acquired Language (외국어: 영어, 스페인어, 한국어)
- Humanities (사회, 역사, 경제, 정치 etc.)
- Integrated Science (지구 과학, 생물, 화학, 물리)
- Mathematics (수학)
- Art, Drama, Film (예술, 드라마, 영화)
- Design Technology (기술 디자인)
- Physical and Health Education (체육)

## 방과 후 활동
코리아 외국인 학교, KFS는 다양한 방과 후 활동을 제공하고 있다. 
- 농구
- 찰흙 놀이
- 코딩
- 드라마
- 골프
- 그룹 게임
- 체육
- 수공예 활동
- 합기도
- 레고
- 신문제작
- 로봇트 만들기
- 축구
- 스페인어 수업
- 태권도
- 테이블 테니스